# 天主圣名传教站

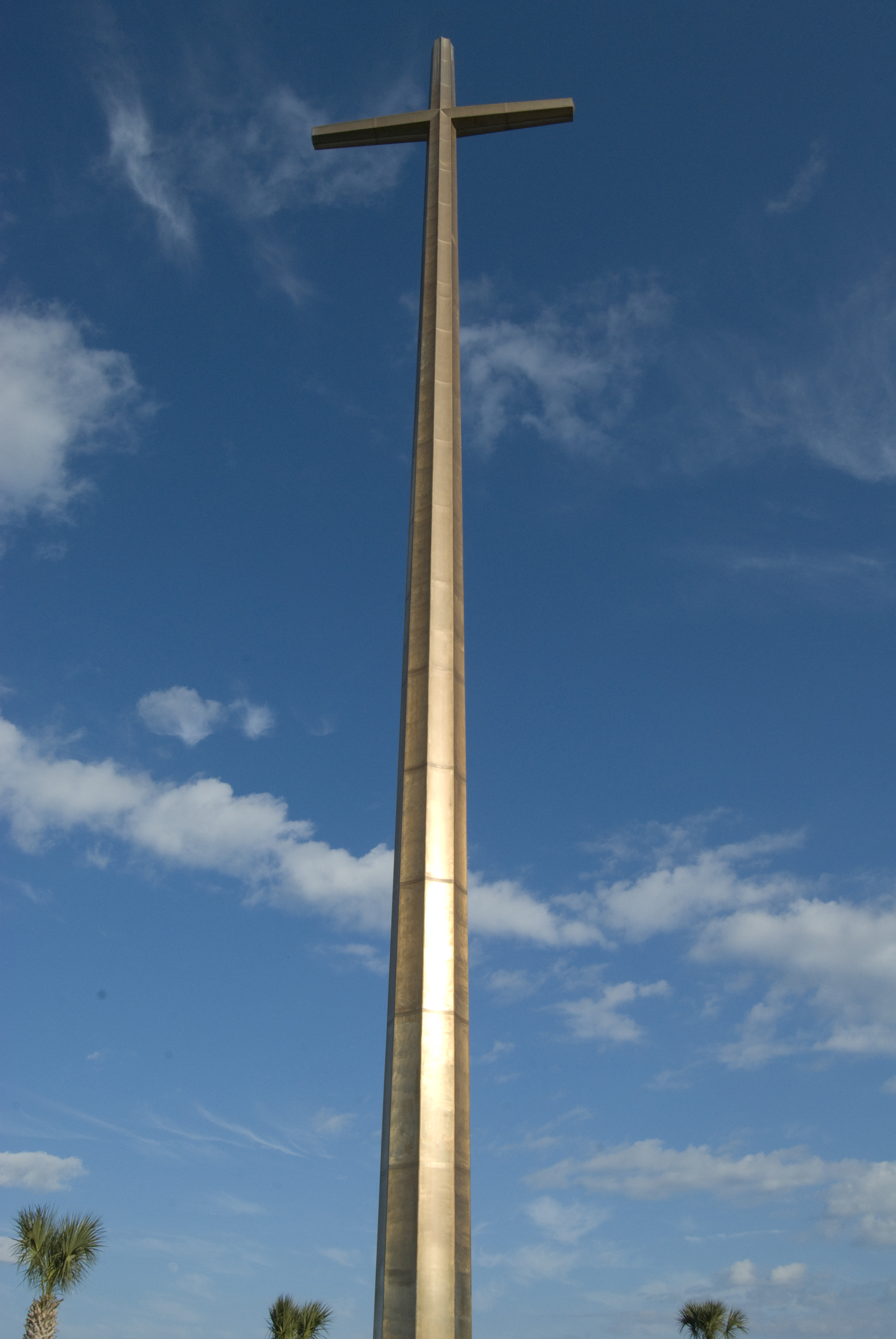

天主圣名传教站（Mission Nombre de Dios）是一个罗马天主教传教站，位于美国佛罗里达州圣奥古斯丁，马坦萨斯湾西侧。 它属于天主教圣奥古斯丁教区的一部分，可能是美国大陆最古老的传教站。该地区最古老的朝圣地哺乳圣母全国朝圣所（National Shrine of Our Lady of La Leche）位于传教站内。

## 历史
传教站的起源可以追溯到1565年9月8日，当时海军上将佩德罗•梅内德斯•德阿维莱斯（Pedro Menéndez de Avilés）与一群定居者一起登陆，建立了圣奥古斯丁。探险队的神父Francisco López de Mendoza Grajales在此举行了第一次感恩弥撒。1587年，在该市附近成立了一个正式的方济各会传教站，这可能是美国大陆的第一个传教站。 传教站服务于附近的莫卡马人村庄, 在16世纪末和17世纪是一个重要的酋邦的中心。
首先是耶稣会，随后是方济各会，为居住在圣奥古斯丁的西班牙殖民者提供服务，并努力向当地的莫卡马人和附近的阿瓜杜尔塞人传播福音。他们在莫卡马村庄特别成功，使酋长和她的女儿皈依了宗教。1587年，方济各会第一次大规模传教活动开始时，成立了天主圣名传教站，由一名常驻修士服务。

## 特征

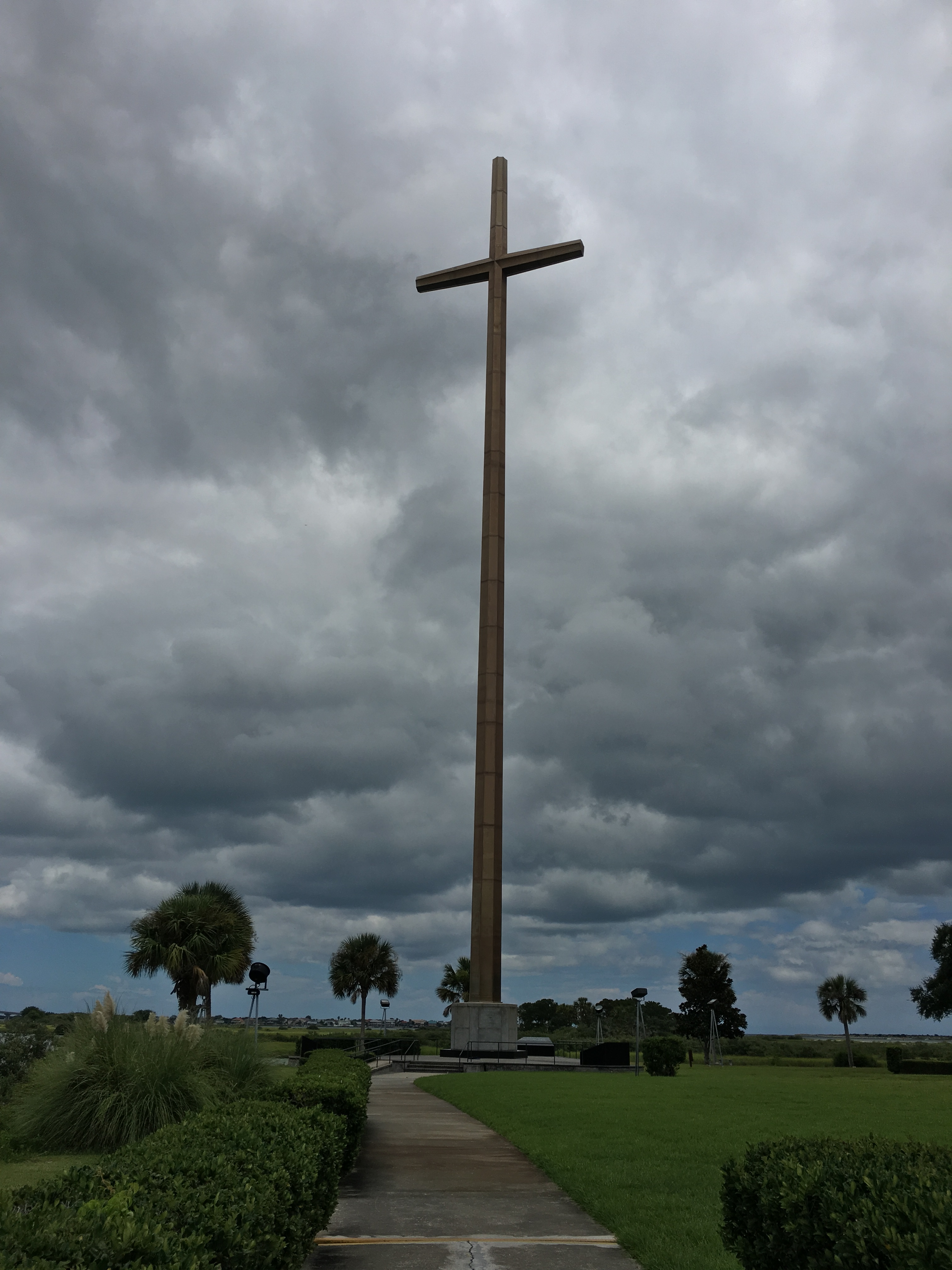
大十字架

### 大十字架
1966年10月，在教区圣体大会期间，天主教马德里总教区总主教卡西米罗•莫奇洛（Casimiro Morcillo）在约瑟夫•帕特里克•赫尔利总主教（Joseph Patrick Hurley）的指导下，祝圣了大十字架，庆祝天主圣名传教站成立400周年。 它由不锈钢制成，塔高208英尺，位于马坦萨斯沼泽地之上。

### 博物馆
天主圣名传教站博物馆藏有圣奥古斯丁创始人佩德罗•梅内德斯•德阿维莱斯（Pedro Menendez de Avilés）的原始棺材，虽然他的遗体位于西班牙的阿维莱斯。博物馆的展品还包括圣奥古斯丁教区档案的法衣和圣杯、在传教站考古发掘期间发现的文物，以及小堂原始基础的一部分贝灰岩。博物馆还展出了美国最古老的欧洲书面文件，西班牙阿维莱斯1155份文件的复制品，也在博物馆，以及JoAnn Crisp Ellert的绘画作品和第一次教区弥撒的立体画。该博物馆于2010年开业，不收取门票。

### 和平王子祈祷教堂
和平王子祈祷教堂建于1965年，位于通往天主圣名传教站的圣马可大道入口。它是为了庆祝传教站成立400周年而建。 它是用贝灰岩建成，有一扇巨大的彩色玻璃窗，描绘了圣灵的象征。还有一尊哺乳圣母雕像的复制品。教堂用于朝拜圣体、婚礼、葬礼和特殊场合的弥撒。它“致力于祈祷上帝保佑世界免于原子战”

### 哺乳圣母全国朝圣所

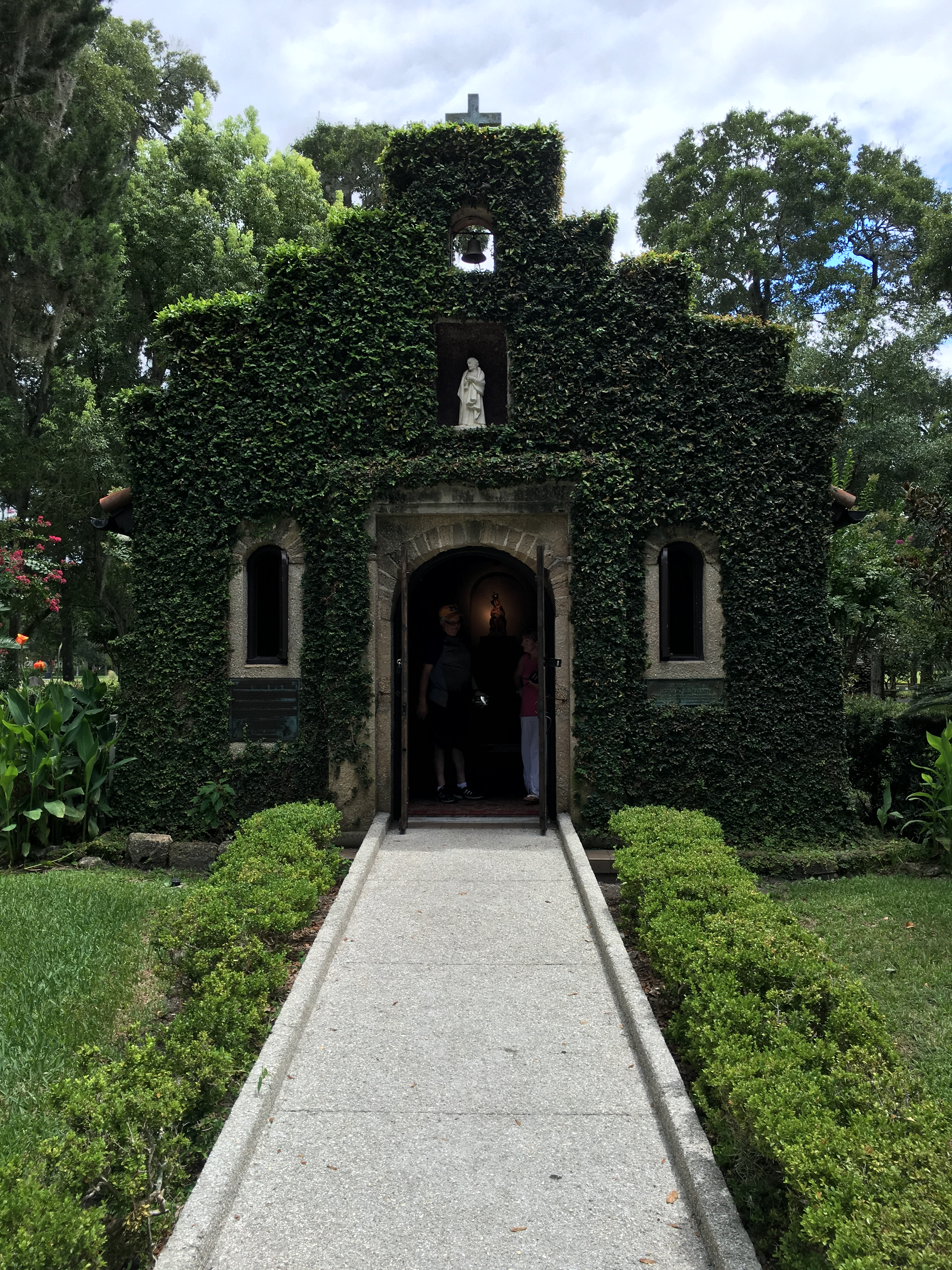

对哺乳圣母的虔诚是在16世纪末从西班牙带来的， 传教站是哺乳圣母全国朝圣所的所在地，这是美国第一个圣母朝圣地。朝圣所的中心是圣母玛利亚哺育婴儿耶稣的雕像，这是 腓力三世放置在西班牙一座主教座堂中的哺乳圣母雕像的复制品。 最初的小堂在1728年英国围攻圣奥古斯丁期间被摧毁，1875年由主教奥古斯丁•维罗（Augustin Verot）重建，但是后来遭到飓风破坏。 目前这座常春藤覆盖的小堂，可容纳约30人，建于1914年，是以前用贝灰岩建造的小堂的复制品。 这座朝圣地是一个受欢迎的宗教朝圣场所，许多游客寻求祝福和代祷，以成功怀孕和分娩。
2019年10月，美国天主教主教团将朝圣地升格为国家朝圣地。 原计划于2020年10月10日举行加冕仪式，后来由于2019冠状病毒病疫情而重新安排到2021年的同一日期。

### 其他功能
天主圣名传教站的场地包括考古发掘、历史公墓、永援圣母和瓜达露佩圣母像、礼品店、钟楼、喷泉、乡村祭坛、传教牌和历史标记，以及圣母七苦雕像，还有洛佩斯神父的雕像, 圣方济各和圣若瑟.